# Vous remercier
Vous remercier è l'album di debutto della cantante francese Jena Lee, pubblicato il 2 novembre 2009 in formato digitale e il 9 novembre dello stesso anno nei negozi di dischi francesi dall'etichetta discografica Mercury Records. Jena si ritiene l'ideatrice di un nuovo genere musicale, che lei definisce Emo R&B, non inteso come R&B misto ad emocore, ma come R&B emotivo.
L'album ha avuto un ottimo successo in Francia: è entrato alla sesta posizione della classifica degli album, ed è stato nella top 200 per 53 settimane. È stato certificato doppio disco di platino per aver venduto oltre 200 000 copie in Francia. Ha avuto un discreto successo anche in Vallonia e in Svizzera, dove è entrato rispettivamente alle posizioni numero 53 e 98.
Da Vous remercier sono stati estratti tre singoli, tutti entrati nella top 10 francese. Nel luglio del 2009 è stato pubblicato in formato digitale il brano J'aimerais tellement, che è entrato direttamente alla vetta della classifica dei singoli francesi. Sono poi state pubblicate come singoli le canzoni Je me perds, che ha raggiunto la quarta posizione, e Du style, che è arrivata fino al numero dieci.

## Tracce
1. Je me perds – 4:27
2. Du style – 3:17
3. J'aimerais tellement – 3:52
4. Banalité – 3:22
5. Redeviens-toi même – 3:41
6. Je rêve en enfer – 3:18
7. Dépendance – 3:46
8. Emo/Rnb – 3:29
9. Je suis – 3:16
10. Je préfère – 4:57
11. Victime idéale – 3:28
12. Vous remercier/Remenciements – 12:37

## Classifiche
| Classifica (2009) | Posizione massima |
| ----------------- | ----------------- |
| Belgio (Vallonia) | 53                |
| Francia           | 6                 |
| Svizzera          | 98                |